# Tintron

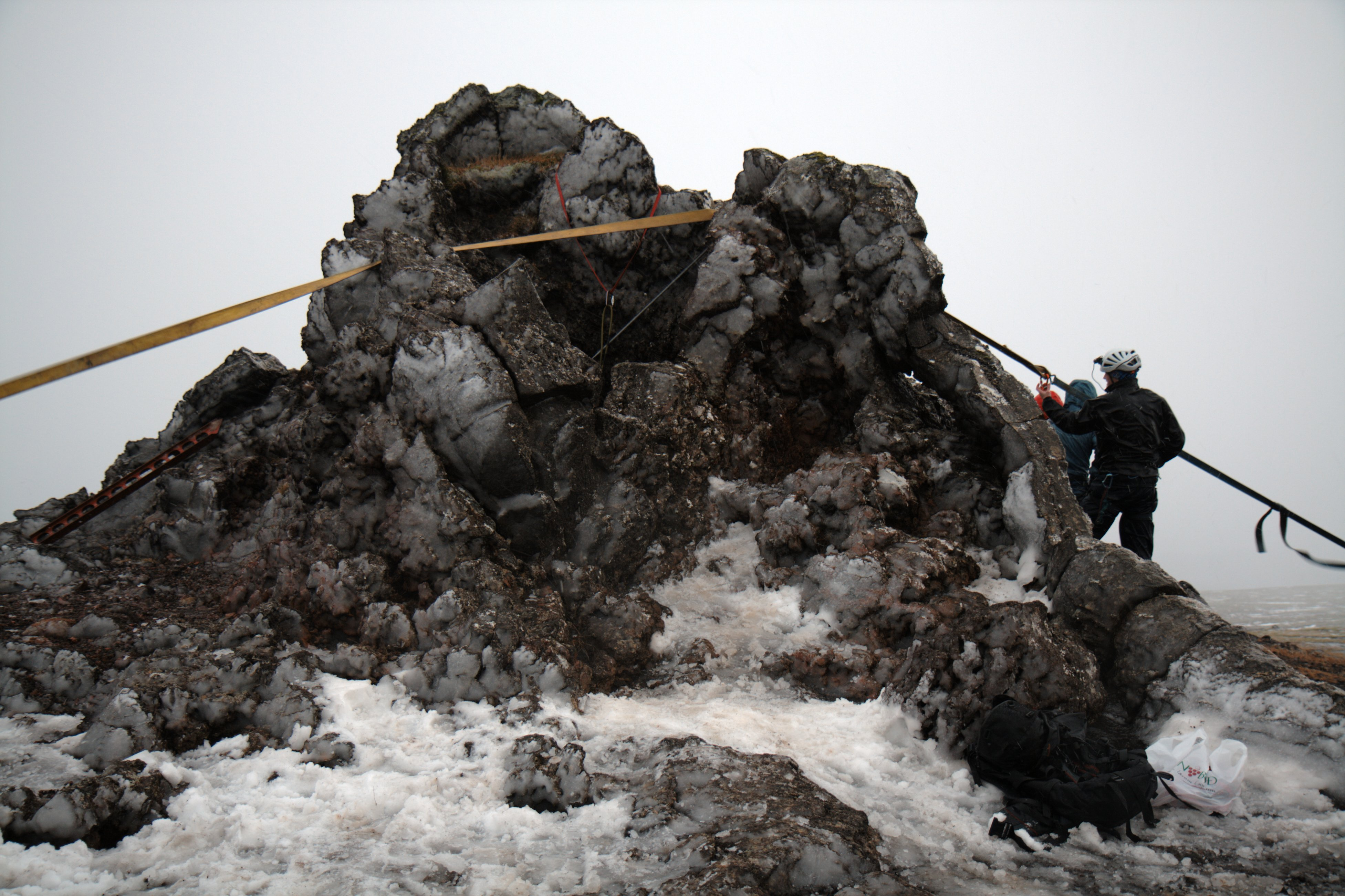
Tintron.

Tintron is een hornito in het zuiden van IJsland. Tintron is gelegen even ten zuiden van de tufsteenberg Stóra-Dimon aan de Gjábakkavegur, de oude weg tussen Þingvallavatn en Laugarvatn. De schacht is erg diep, en in vroeger tijden kwamen er grote hoeveelheden stoom uit de opening. Tintron is ongeveer 3 meter hoog.